# Banaba
Banaba (bəˈnɑːbə) anche nota in gilbertese come Bwanaba e in inglese e francese come Paanapa o Paanopa è l'isola più occidentale dell'arcipelago di Kiribati.
Già denominata dai primi coloni inglesi come Ocean Island (perché scoperta da una nave britannica di nome Ocean), è la sola isola delle Kiribati a non essere parte di un atollo. È stata la capitale della colonia britannica delle isole Gilbert ed Ellice dal 1906. È conosciuta per la scoperta di fosfato (1900) da parte di Albert Fuller Ellis, il cui sfruttamento incessante è terminato nel 1979, anno dell'indipendenza delle Kiribati. Lo sfruttamento minerario ha in gran parte spopolato l'isola, i cui abitanti si sono perlopiù trasferiti a Rabi, un'isola delle Figi.
L'isola fu occupata dal Giappone durante la Seconda guerra mondiale fino ad agosto 1945, a guerra ultimata. Gli abitanti sopravvissuti furono tutti evacuati a dicembre 1945 verso Rabi, acquisita dai Britannici prima della guerra.
L'isola comprende il punto più alto delle Kiribati, di 81 m di elevazione sul livello del mare.